# Idir Boumertit
Idir Boumertit, né le 4 octobre 1974 à Lyon (Rhône), est un homme politique français, membre de La France insoumise (LFI). Il est député de la quatorzième circonscription du Rhône depuis 2022.

## Biographie
Fils d'un père ouvrier chez Renault, Idir Boumertit grandit aux Minguettes, quartier de Vénissieux, où il commence son engagement dans l'associatif et l'éducation populaire,. 
Il est conseiller en insertion professionnelle et entraîneur de taekwondo.
D'abord membre du Parti radical de gauche, il le quitte en 2008 pour rejoindre le Parti de gauche. Il est élu conseiller municipal et adjoint au maire de Vénissieux en 2001 et réélu en 2008, 2014 et 2020. De 2020 à 2022, il est également conseiller de la métropole de Lyon dans le groupe « Métropole insoumise, résiliente et solidaire ». Il siège dans la commission Développement économique, numérique, insertion et emploi ; Urbanisme, habitat, logement et politique de la ville.
Approché au printemps 2022 par l'Union Populaire pour représenter La France Insoumise lors des prochaines élections, ldir Boumertit avait décliné la proposition. Avec la création de la Nouvelle Union populaire écologique et sociale (NUPES), la nomination du candidat pour la quatorzième circonscription du Rhône a été très mouvementée. Deux candidats, Michèle Picard (maire de Vénissieux et membre du PCF) et le journaliste Taha Bouhafs de La France insoumise revendiquaient cette désignation. Bouhafs est finalement désigné candidat officiel de la NUPES, mais des accusations de violences sexistes et sexuelles ayant été formulées à son encontre, il a dû finalement se désister. Idir Boumertit, adjoint à la maire de Vénissieux,est alors investi en remplacement par les instances électorales de la NUPES afin de mener la campagne dans la 14e circonscription du Rhône,,.
Lors de ces élections, il arrive en première position au premier tour, avec 35,76 % des suffrages exprimés, devant le candidat sortant Yves Blein qui se présente pour le groupe Ensemble. Au second tour, il remporte le duel avec 56,69 % des suffrages exprimés,.
À la suite de la dissolution de l'Assemblée nationale le 9 juin 2024, Idir Boumertit est réinvesti par la France insoumise sous la bannière du Nouveau Front Populaire. Il recueille au premier tour 48,9 % des voix soit près de 14 points supplémentaires par rapport en 2022 avec une participation en hausse de 23 points. Il remporte le second tour en obtenant 65,03 % des suffrages.

## Activité parlementaire
Idir Boumertit fait, au terme de sa première année de mandat, l’objet de critiques pour son manque d’activité en tant que député, le journal en ligne indépendant Mediacités le qualifiant de « député fantôme » au début de son mandat. Toutefois, son activité parlementaire est dans la moyenne des députés de l'Assemblée nationale selon le recensement du site nosdeputes.fr.
Lors de son premier mandat, le député porte notamment une proposition de loi visant à restreindre l'accès au protoxyde d'azote à quelques professionnels pour endiguer son détournement à des fins récréatives, dépose une résolution européenne sur la question des perfluorés et travail sur la question de l’industrie verte,. Lors de la XVIIe législature, Idir Boumertit annonce poursuivre les travaux sur le SNU et la mixité sociale en milieu scolaire initiés avant la dissolution. 
En janvier 2025, le député revient à la charge sur la question de l'usage du protoxyde d'azote chez les adolescents. Il est rapporteur d’une proposition de loi transpartisane visant à interdire la vente de protoxyde d’azote aux particuliers, adoptée en première lecture à l’Assemblée nationale. 

## Prises de position
En juillet 2024, Idir Boumertit estime que le soutien d’Emmanuel Macron au plan d'autonomie marocain pour le Sahara occidental est « insensé et historiquement grave ».

## Distinctions
- Médaille de la jeunesse, des sports et de l'engagement associatif, bronze en octobre 2013
- Chevalier de l'ordre national du Mérite[20]